# Prefettura di Cefalonia
La prefettura di Cefalonia (in greco Νομός Κεφαλληνίας?) era una prefettura della Grecia compresa nella periferia delle Isole Ionie, abolita a partire dal 1º gennaio 2011 a seguito dell'entrata in vigore della riforma amministrativa detta Programma Callicrate

## Comuni
Dal 1997, con l'attuazione della riforma Kapodistrias, la prefettura era divisa in 8 comuni e 1 comunità.
| Comune       | Codice YPES | Sede         |
| ------------ | ----------- | ------------ |
| Argostoli    | 2701        | Argostoli    |
| Elios Pronni | 2702        | Pastra       |
| Erisos       | 2703        | Vasilikades  |
| Itaca        | 2704        | Vathy        |
| Leivatho     | 2705        | Kerameies    |
| Paliki       | 2707        | Līxouri      |
| Pylaros      | 2708        | Agia Effimia |
| Sami         | 2709        | Sami         |
| Comunità     | Codice YPES | Sede         |
| Omala        | 2706        | Omala        |

## Province
Fino al 1997 erano in vigore le province (eparchies), e la prefettura era divisa in 3 province più la municipalità di Itaca.
- Provincia di Krani (capoluogo: Argostoli)
- Provincia di Paliki (capoluogo: Lixouri)
- Provincia di Sami (capoluogo: Sami)